# Buddy Roosevelt
Pour les articles homonymes, voir Roosevelt.
Buddy Roosevelt, de son vrai nom Kenneth Stanhope Sanderson, est un acteur et un cascadeur américain né le 25 juin 1898 à Meeker (Colorado) et mort le 6 octobre 1973 à Meeker (Colorado).

## Biographie
Kenneth Stanhope Sanderson est le deuxième enfant d'immigrants anglais, Edward, né en Angleterre, et Amy, née en Inde.
En 1914, il arrive en Californie, et va rapidement travailler comme cascadeur, par exemple en étant la doublure de William S. Hart dans les films de Thomas Ince, ou plus tard celle de Rudolph Valentino dans Le Cheik. Il joue ensuite dans de nombreux westerns de série B, comme ceux réalisés par exemple dans les années 1920 par Richard Thorpe.
Il continue sa carrière dans de petits rôles au cinéma ou dans des séries télévisées, avant de se retirer dans son Colorado natal.

## Filmographie

### Cinéma
- 1923 : Down in Texas de Nat Ross
- 1924 : Battling Buddy de Richard Thorpe
- 1924 : Biff Bang Buddy de Frank L. Ingraham
- 1924 : Cyclone Buddy d'Alvin J. Neitz
- 1924 : Lure of the Yukon (en) de Norman Dawn
- 1924 : Rip Roarin' Roberts de Richard Thorpe
- 1924 : Rough Ridin' de Richard Thorpe
- 1924 : Walloping Wallace de Richard Thorpe
- 1925 : Action Galore de Robert Eddy
- 1925 : Fast Fightin' de Richard Thorpe
- 1925 : Galloping Jinx de Robert Eddy
- 1925 : Gold and Grit de Richard Thorpe
- 1925 : Reckless Courage de Tom Gibson
- 1925 : Thundering Through de Fred Bain (en)
- 1926 : Easy Going de Richard Thorpe
- 1926 : Hoodoo Ranch de William Bertram
- 1926 : Tangled Herds de William Bertram
- 1926 : The Bandit Buster de Richard Thorpe
- 1926 : Un jeune homme de la ville (The Dangerous Dub) de Richard Thorpe
- 1926 : The Ramblin' Galoot de Fred Bain (en)
- 1926 : Twin Triggers de Richard Thorpe
- 1927 : Between Dangers de Richard Thorpe
- 1927 : Code of the Cow Country (en) d'Oscar Apfel
- 1927 : Ride 'Em High de Richard Thorpe
- 1927 : Smoking Guns de Paul Hurst
- 1927 : The Fightin' Comeback de Tenny Wright
- 1927 : The Phantom Buster de William Bertram
- 1928 : Devil's Tower de J. P. McGowan
- 1928 : Lightnin' Shot (en) de J. P. McGowan
- 1928 : Mystery Valley (en) de J. P. McGowan
- 1928 : Painted Trail (en) de J. P. McGowan
- 1928 : The Cowboy Cavalier de Richard Thorpe
- 1928 : Trail Riders de J. P. McGowan
- 1928 : Trailin' Back de J. P. McGowan
- 1929 : Le Costaud (Strong Boy) de John Ford
- 1930 : Way Out West de Fred Niblo
- 1930 : Westward Bound de Harry S. Webb
- 1931 : Lightnin' Smith's Return de Jack Irwin
- 1931 : The Riding Kid de Jack Irwin
- 1931 : Flying High de Charles Reisner
- 1931 : Valley of Bad Men
- 1932 : Texas Tornado (en) d'Oliver Drake
- 1932 : The Fourth Horseman d'Hamilton MacFadden
- 1932 : Blanco, seigneur des prairies (Wild Horse Mesa) de Henry Hathaway
- 1934 : Circle Canyon (en) de Victor Adamson
- 1934 : Lightning Range (en) de Victor Adamson
- 1934 : Rainbow's End de Norman Spencer
- 1934 : Range Riders de Victor Adamson
- 1934 : The Show-Off de Charles Reisner
- 1934 : The Boss Cowboy de Victor Adamson
- 1935 : Powdersmoke Range (en) de Wallace Fox
- 1935 : Le Bousilleur (Devil Dogs of the Air) de Lloyd Bacon
- 1935 : Femmes d'affaires (Traveling Saleslady) de Ray Enright
- 1936 : The Old Corral de Joseph Kane
- 1941 : Billy The Kid's Range War (en) de Sam Newfield
- 1941 : The Lone Rider Rides On de Sam Newfield
- 1946 : La Ville des sans-loi (Badman's Territory) de Tim Whelan
- 1949 : La Sirène des bas-fonds (Flaxy Martin) de Richard L. Bare
- 1949 : King of the Rocket Men de Fred C. Brannon
- 1949 : Lost Planet Airmen de Fred C. Brannon
- 1950 : Colt .45 d'Edwin L. Marin
- 1950 : Rustlers' Ransom de Will Cowan (en)
- 1954 : Trois Heures pour tuer (Three Hours to Kill) d'Alfred L. Werker
- 1957 : The Adventures of Jim Bowie: Country Cousin de Christian Nyby
- 1957 : Le Shérif de fer (The Iron Sheriff) de Sidney Salkow
- 1962 : L'Homme qui tua Liberty Valance de John Ford

### Télévision
Participation, le plus souvent non créditée, aux séries télévisées
- 1950-1954 : The Gene Autry Show
- 1951-1952 : Adventures of Wild Bill Hickok
- 1952 : Hopalong Cassidy
- 1952-1954 : The Adventures of Kit Carson
- 1953 : The Range Rider
- 1954 : Histoires du siècle dernier
- 1955 : Le choix de...
- 1955-1961 : The Life and Legend of Wyatt Earp
- 1955-1961 : Cheyenne
- 1956 : Crossroads (en)
- 1956 : Frontier
- 1956-1963 : Gunsmoke
- 1957 : Maverick
- 1957 : Sugarfoot
- 1957 : The Adventures of Jim Bowie
- 1957-1960 : Zane Grey Theater
- 1957-1961 : Have Gun - Will Travel
- 1958 : Trackdown
- 1958-1959 : Yancy Derringer
- 1958-1962 : La Grande Caravane
- 1959 : Au nom de la loi
- 1959 : Disney Parade
- 1959 : Hudson's Bay
- 1959 : Laramie
- 1959 : Riverboat
- 1959-1960 : Bat Masterson
- 1959-1960 : The Texan
- 1959-1961 : The Deputy
- 1959-1962 : Les Aventuriers du Far West
- 1959-1962 : L'Homme à la carabine
- 1960 : Black Saddle
- 1960 : Les incorruptibles
- 1960 : Klondike
- 1960 : Tate
- 1961 : The Tall Man
- 1961 : Whispering Smith
- 1962 : Frontier Circus